# 南港區 (莫斯科)
南港区（俄語：Южнопортовый район）是莫斯科东南行政区的一区，面积4.53平方公里，人口73,112人。无产阶级站、伏尔加格勒大道站、杜布罗夫卡站、农民哨岗站和科茹霍夫站在这个区内。它的名字来源于南河港。